# Tour de Beauce
El Tour de Beauce és una competició ciclista per etapes que es disputa als voltants de la regió de Beauce, al sud de la Ciutat de Quebec, Canadà. La cursa forma part de l'UCI America Tour amb una categoria 2.2.
La primera edició es disputà el 1986 amb el nom de Gran Premi ciclístic de Beauce i dos dies de competició. Fins al 1996 la cursa fou limitada als ciclistes amateurs.

## Palmarès
| Any  | Vencedor                      | Segon                    | Tercer                      |         |
| ---- | ----------------------------- | ------------------------ | --------------------------- | ------- |
| 1986 | James Gilles                  | Jacques Guenette         | Michael Belcourt            |         |
| 1987 | Yvan Waddell                  | Chris Koberstein         | Étienne Lemieux             |         |
| 1988 | Gervais Rioux                 | Brian Fowler             | Bruno Giangioppi            |         |
| 1989 | Sean Way                      | Scott Goguen             | Gervais Rioux               |         |
| 1990 | Graeme Miller                 | Edward Karczmarczyk      | David Spears                |         |
| 1991 | Czeslaw Lukaszewicz           | Tim Lefebvre             | Chris Koberstein            |         |
| 1992 | Jean-Christophe Currit        | Kirill Beljaev           | Jacques Landry              |         |
| 1993 | Marty Jemison                 | Alexander Torkatchenko   | Roland Green                |         |
| 1994 | Jacques Landry                | Jeff Stobie              | Anthony Bergson             |         |
| 1995 | Eric Wohlberg                 | José Manuel García Ponce | Fabien Bergeron             |         |
| 1996 | Igor Bonciucov                | Matthew White            | Steve Bauer                 |         |
| 1997 | Jonathan Vaughters            | Matt Anand               | Trent Klasna                |         |
| 1998 | Levi Leipheimer               | Andrzej Sypytkowski      | Artur Babaitsev             |         |
| 1999 | Levi Leipheimer               | Jan Hruška               | Scott Moninger              |         |
| 2000 | Tomáš Konečný                 | René Andrle              | Scott Moninger              |         |
| 2001 | Henk Vogels                   | Scott Moninger           | Zbigniew Piątek             |         |
| 2002 | Michael Rogers                | Matt DeCanio             | Lubor Tesař                 |         |
| 2003 | John Lieswyn                  | Chris Baldwin            | Tomáš Konečný               |         |
| 2004 | Tomasz Brożyna                | Nathan O'Neill           | Scott Moninger              |         |
| 2005 | Nathan O'Neill                | Svein Tuft               | Jeff Louder                 |         |
| 2006 | Valery Kobzarenko             | Serguei Lagutin          | Danny Pate                  |         |
| 2007 | Benjamin Day                  | Svein Tuft               | Danny Pate                  |         |
| 2008 | Svein Tuft                    | Bernardo Colex           | Moisés Aldape               |         |
| 2009 | Scott Zwizanski               | Sergio Henao Montoya     | John Darwin Atapuma Hurtado |         |
| 2010 | Benjamin Day                  | Darren Rolfe             | Marc de Maar                |         |
| 2011 | Francisco Mancebo Pérez       | Bernardo Colex           | Svein Tuft                  |         |
| 2012 | Rory Sutherland               | Hugo Houle               | Christian Meier             |         |
| 2013 | Nathan Brown                  | Philip Deignan           | Christian Meier             |         |
| 2014 | Toms Skujiņš                  | Rob Britton              | Serghei Țvetcov             |         |
| 2015 | Peio Bilbao López de Armentia | Toms Skujiņš             | Dion Smith                  |         |
| 2016 | Gregory Daniel                | Hugo Houle               | Robin Carpenter             |         |
| 2017 | Andžs Flaksis                 | Clément Russo            | Jordan Cheyne               |         |
| 2018 | James Piccoli                 | Daniel Whitehouse        | Serghei Țvetcov             |         |
| 2019 | Brendan Rhim                  | James Piccoli            | Nickolas Zukowsky           |         |
| 2020 | suspesa                       | suspesa                  | suspesa                     | suspesa |
| 2021 | suspesa                       | suspesa                  | suspesa                     | suspesa |
| 2023 | Luke Valenti                  | Tyler Stites             | Carson Miles                |         |
| 2024 | Josh Burnett                  | Tyler Stites             | Ian Lopez de San Roman      |         |